# Вільгельм Теодор Гюмбель
Вільгельм Теодор Гюмбель (нім. Wilhelm Theodor Gümbel, 1812–1858) — німецький мохознавець. Він був старшим братом геолога Карла Вільгельма фон Гюмбеля.

## Біографія
Народився в громаді Данненфельс. Вільгельм Теодор Гюмбель був одним із 9 синів королівського окружного лісника Йоганна Фрідріха Гюмбеля (1775–1841) та його дружини Шарлотти Роос (1781–1862). Його молодшим братом був відомий геолог Карл Вільгельм фон Гюмбель. Навчався в університетах Вюрцбурга та Мюнхена, а з 1837 року викладав уроки природничих наук, сільського господарства та техніки в професійній школі в Цвайбрюккені. У цей час поглиблюється його інтерес до ботаніки, зокрема до морфологічних аспектів ботаніки. Він познайомився з бріологом Філіпом Брухом і завдяки цьому спілкуванню почав присвячувати свій час вивченню мохів. У 1843 році він перейшов як викладач природничих наук до професійної школи в Ландау, де в 1853 році був призначений ректором закладу. Був співзасновником і протягом багатьох років членом правління наукового товариства «Поллічія». Він був одружений з 1844 року і мав чотирьох дітей.

## Вшанування
Ботанічний рід Guembelia (родина Grimmiaceae) був названий на його честь Георгом Ернстом Людвігом Хампе.

## Основні праці
- 1836–55 Bryologia europaea (6-томник)